# Kumail Nanjiani

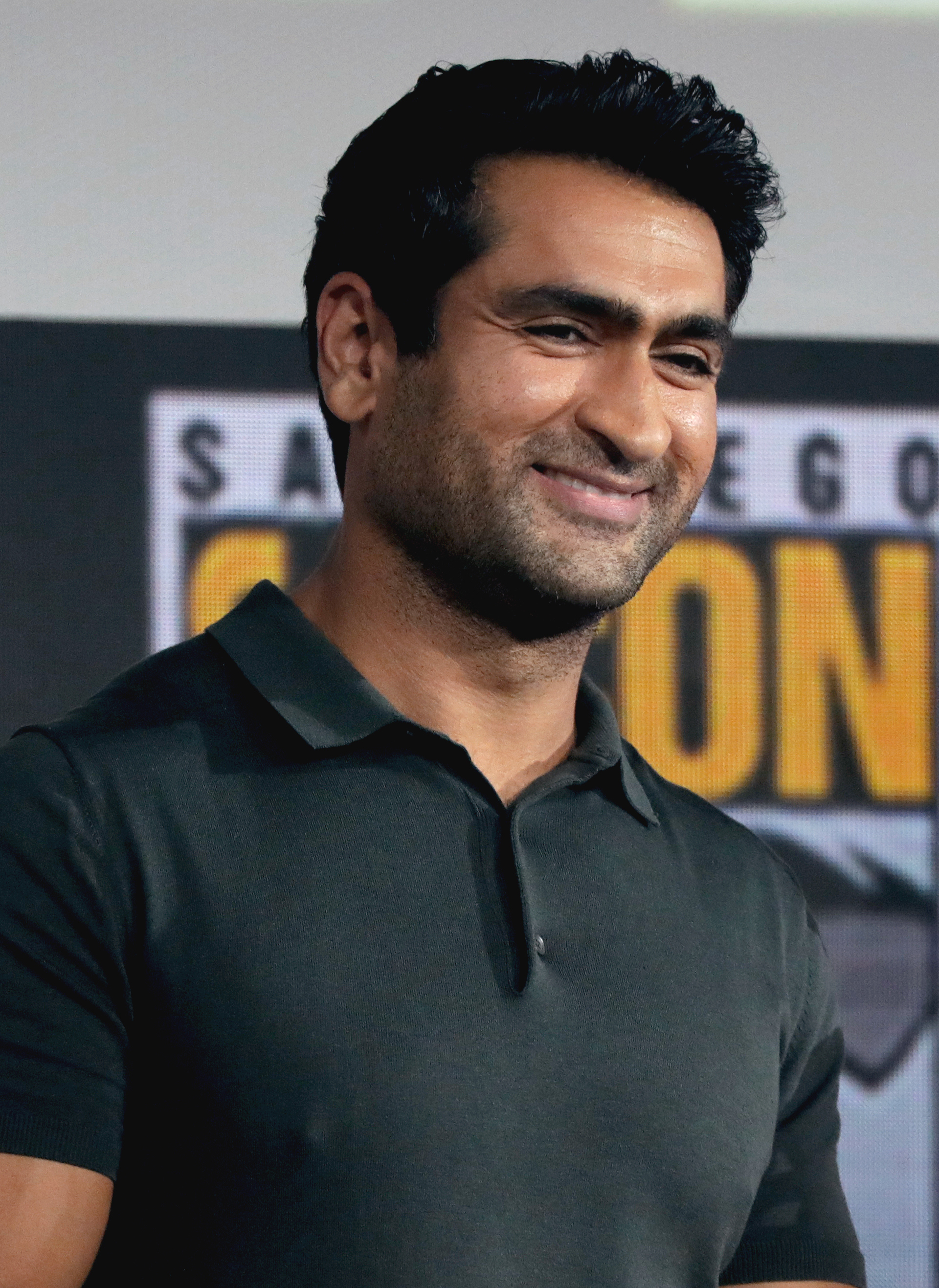
Kumail Nanjiani (2019)

Kumail Nanjiani (* 21. Februar 1978 in Karatschi, Pakistan) ist ein pakistanisch-amerikanischer Schauspieler und Stand-up-Komiker.

## Leben und Karriere
Kumail Nanjiani wurde im Februar 1978 in Karatschi, Pakistan geboren. Nanjiani wuchs in Karatschi auf und besuchte dort die Karachi Grammar School. Eine seiner dortigen Klassenkameradinnen war Sharmeen Obaid-Chinoy. Mit 18 zog er nach Amerika und besuchte das Grinnell College in Iowa, wo er 2001 auch seinen Abschluss machte. Er absolvierte ein Doppelstudium in Informatik und Philosophie.
Kumail Nanjiani ist mit der pakistanisch-schottischen Radiomoderatorin Shereen Nanjiani verwandt.
Im Juli 2011 startete er mit Ali Baker einen Videospiele-Podcast mit dem Titel The Indoor Kids. Im August desselben Jahres verließ Baker die Show, und Nanjiani begann die Show mit seiner Frau Emily V. Gordon aufzuzeichnen. Neben seinem eigenen Podcast war er des Öfteren bei Dan Harmons Podcast Harmontown zu Gast, in dem er unter dem Namen Chris de Burgh mit Harmon Dungeons & Dragons spielt. 2013 spielte er in dem Film The Kings of Summer eine Cameo-Rolle als Lieferjunge.
Neben seinen häufigen Gastauftritten in Comedy-Shows wie Portlandia spielte er Pindar Singh, eine Nebenrolle in der TNT-Serie Franklin & Bash, sowie eine Gastrolle als Statistiker in der HBO-Serie Veep.
Seit April 2014 spielte er bis 2019 die Rolle Dinesh in der HBO-Sitcom Silicon Valley. 2017 war er in The Big Sick zu sehen. Für den Film schrieb Nanjiani zusammen mit Emily V. Gordon auch das Drehbuch, welches 2018 für die Oscarverleihung für das beste Originaldrehbuch nominiert wurde. Im selben Jahr wurde er in die Academy of Motion Picture Arts and Sciences berufen, die jährlich die Oscars vergibt.

## Filmografie (Auswahl)
- 2010: Ugly Americans (Fernsehserie, Folge 1x05, Stimme)
- 2010: So spielt das Leben (Life as We Know It)
- 2011: Traffic Light (Fernsehserie, Folge 1x11)
- 2011–2014: Franklin & Bash (Fernsehserie, 31 Folgen)
- 2011–2018: Portlandia (Fernsehserie, 13 Folgen)
- 2012: Fast verheiratet (The Five-Year Engagement)
- 2012, 2014–2016: Adventure Time – Abenteuerzeit mit Finn und Jake (Adventure Time, Fernsehserie, 7 Folgen, Stimme)
- 2013: Kings of Summer (The Kings of Summer)
- 2013: Hell Baby
- 2013: Bad Milo!
- 2013: Veep – Die Vizepräsidentin (Veep, Fernsehserie, Folge 2x01)
- 2013: Drunk History (Fernsehserie, Folge 1x07)
- 2013: The Arrangement (Fernsehfilm)
- 2013: Burning Love (Fernsehserie, 17 Folgen)
- 2013–2015: Newsreaders (Fernsehserie, 11 Folgen)
- 2014: The Last of the Great Romantics
- 2014: TripTank (Fernsehserie, 4 Folgen, Stimme)
- 2014: Sex Tape
- 2014–2015: Community (Fernsehserie, 2 Folgen)
- 2014, 2016: Bob’s Burgers (Fernsehserie, 2 Folgen, Stimme)
- 2014–2019: Silicon Valley (Fernsehserie, 53 Folgen)
- 2015: Broad City (Fernsehserie, Folge 2x01)
- 2015: Archer (Fernsehserie, Folge 6x06, Stimme)
- 2015: Hot Tub Time Machine 2
- 2015: Hello, My Name Is Doris: Älterwerden für Fortgeschrittene (Hello, My Name Is Doris)
- 2015: Addicted to Fresno
- 2015: Loaded
- 2015: Penn Zero – Teilzeitheld (Penn Zero: Part-Time Hero, Fernsehserie, Folge 1x26, Stimme)
- 2015: Aqua Teen Hunger Force (Fernsehserie, Folge 11x04, Stimme)
- 2015: Hell & Back (Stimme)
- 2015: Gänsehaut (Goosebumps)
- 2015: Flock of Dudes
- 2015–2016: The Grinder – Immer im Recht (The Grinder, Fernsehserie, 2 Folgen)
- 2016: Akte X – Die unheimlichen Fälle des FBI (The X-Files, Fernsehserie, Folge 10x03)
- 2016: Animals. (Fernsehserie, Folge 1x04, Stimme)
- 2016: Central Intelligence
- 2016: Mike and Dave Need Wedding Dates
- 2016: Brother Nature
- 2016: The Late Bloomer
- 2017: The Big Sick
- 2017: Fist Fight
- 2017: Career Day mit Hindernissen (A Happening of Monumental Proportions)
- 2017: The LEGO Ninjago Movie (Stimme)
- 2018: Duck Butter
- 2018: Stuber – 5 Sterne Undercover (Stuber)
- 2019: Twilight Zone (The Twilight Zone, Fernsehserie, Folge 1x01)
- 2019: Men in Black: International (Stimme)
- 2019–2020: Bless the Harts (Fernsehserie, 13 Folgen, Stimme)
- 2020: Die fantastische Reise des Dr. Dolittle (Dolittle, Stimme)
- 2020: Die Turteltauben (The Lovebirds)
- 2021: Eternals
- 2022: Obi-Wan Kenobi (Fernsehserie, 3 Folgen)
- 2022: The Boys Presents: Diabolical (Fernsehserie, Folge 1x04, Stimme)
- 2022–2023: Welcome to Chippendales (Fernsehserie, 8 Folgen)
- 2023: Raus aus dem Teich (Migration, Stimme von Mack)
- 2023: Die verrückte Geschichte der Welt, Teil II (History of the World, Part II, Fernsehserie, 1 Folge)
- 2024: Ghostbusters: Frozen Empire
- 2024: Only Murders in the Building (Fernsehserie, 7 Folgen)
- 2024: What If…? (Fernsehserie, Folge 3x02)
- 2025: Poker Face (Fernsehserie, Folge 2x04)